# NGC 1097
Az NGC 1097 (más néven Caldwell 67) egy küllős spirálgalaxis a Fornax (Kemence) csillagképben. Seyfert-galaxis, a középpontjában egy szupermasszív fekete lyukkal.

## Felfedezése
Az NGC 1097 galaxist William Herschel fedezte fel 1790. október 9-én.

## Tudományos adatok
Az NGC 1097-es spirálgalaxis magjából négy, egyirányú csóva-szerű anyagkidobást figyeltek meg, ahol az anyagkidobás egybeesik a spirálkarokkal, a spirálkarok jellegzetesen megtörnek. Ez arra utal, hogy a csóva-szerű anyagkidobás nagy tömegkiáramlást jelent, olyan nagyot, amely esetenként összevethető a szülő galaxis összes tömegével. Magja kismértékű aktivitást mutat, mivel kevés anyag hullik be a fekete lyukra. A galaxis szerkezetét egy a központi részből kiinduló küllő határozza meg, amelyet egy heves csillagkeletkezés színhelyéül szolgáló gyűrű vesz körül. Erre merőlegesen, a gyűrűn belül egy újabb küllő rajzolódik ki a galaxis magjának környezetében.
A galaxis 1271 km/s sebességgel távolodik tőlünk.
Három szupernóvát fedeztek fel benne:
- SN 1992bd
- SN 1999eu
- SN 2003B

## Megfigyelési lehetőség
Mintegy 25-ször halványabb a szabad szemmel még éppen látható objektumoknál. A galaxis szimmetriasíkja látóirányunkra merőlegesen helyezkedik el, így felülről látunk rá küllős spirálkarjaira.